# Valenzano
Valenzano es una localidad italiana de la provincia de Bari, región de Puglia, con 18.391 habitantes.

## Demografía
| Gráfica de evolución demográfica de Valenzano entre 1861 y 2001 |
|                                                                 |
| Fuente ISTAT - elaboración gráfica de Wikipedia                 |